# Pseudobetckea caucasica
Pseudobetckea caucasica là một loài thực vật có hoa trong họ Kim ngân. Loài này được (Boiss.) Lincz. miêu tả khoa học đầu tiên năm 1958.